# Bioabfallverordnung
Die Bioabfallverordnung (BioAbfV) befasst sich mit der Verwertung von Bioabfällen auf landwirtschaftlich, forstwirtschaftlich und gärtnerisch genutzten Böden. Auf der Grundlage des § 8 Abs. 1 und 2 des Kreislaufwirtschafts- und Abfallgesetzes vom September 1994 verordnete das Bundesministerium für Umwelt, Naturschutz und Reaktorsicherheit zwei Jahre später im Einvernehmen mit dem Bundesministerium für Ernährung, Landwirtschaft und Forsten und dem Bundesministerium für Gesundheit nach Anhörung der beteiligten Kreise die Bioabfallverordnung.
Für nicht verwertbare pflanzliche Abfälle können die zuständigen Behörden nach § 28 Abs. 2 KrWG im Einzelfall durch Verwaltungsakt oder die Landesregierung nach § 28 Abs. 3 KrWG durch Rechtsverordnung unter bestimmten Voraussetzungen die Beseitigung außerhalb von Abfallbeseitigungsanlagen durch Verbrennen zulassen. 

## Inhalt der Verordnung
Die Bioabfallverordnung zielt in 14 Paragraphen und vier Anhängen auf die ordnungsgemäße Untersuchung, Behandlung und Verwertung von Bioabfällen und Gemischen. Sie richtet sich an Entsorgungsträger, Erzeuger, Besitzer, Behandler und Hersteller für Bioabfälle und Gemische.
In § 2 werden die Begriffe Bioabfall, Behandlung, unbehandelte Bioabfälle, behandelte Bioabfälle und Gemische legaldefiniert.
Mit den weiteren Vorschriften stellt die Bioabfallverordnung Anforderungen zur seuchen- und phytohygienischen Unbedenklichkeit, Schadstoffgrenzen, Schwermetallgehalten und Fremdstoffen. Entsorgungsfachbetriebe und Mitglieder einer Gütegemeinschaft, wie z. B. der Bundesgütegemeinschaft Kompost (BGK), können Erleichterungen hinsichtlich der Nachweisdokumentation und der Untersuchungsauflagen erlangen. Die Nachweis- und Dokumentationspflichten betragen grundsätzlich 10 Jahre und reichen bis 30 Jahre. Die Bioabfallverordnung macht weiterhin differenzierte Beschränkungen, Verbote und Auflagen bei der Aufbringung von Bioabfällen auf landwirtschaftlich, gärtnerisch und forstwirtschaftlich genutzte Böden, Dauergrünland, Feldfutter- und Feldgemüseanbauflächen und unterscheidet dabei die Bodenarten Ton, Lehm und Sand.
Keine Anwendungspflicht und Ausnahmen gibt es für Haus-, Nutz- und Kleingärten, Kleinflächen und Eigenverwerter sowie für Anwendungsbereiche, in denen die Klärschlammverordnung oder andere Rechtsvorschriften vorrangig gelten.
Zusätzlich bleiben die Vorschriften des Düngemittelrechts (Düngemittelverordnung) und Pflanzenschutzrechts unberührt.

## Aktuelles und Ausblick
Nach den Skandal-Funden von  perfluorierten Tensiden (PFT) in Boden und Wasser 2006 werden Forderungen über die Verschärfung der Bioabfall- und der Düngemittelverordnung laut. Diese zielen darauf ab, dass Abfallgemische nur zur Verwertung zugelassen werden sollen, deren Ausgangsstoffe lückenlos zum Abfallersteller zurückverfolgt werden können.
Im September 2006 sprachen sich auf Antrag Nordrhein-Westfalens die Agrarminister der Länder für eine Novelle der Bioabfallverordnung und der Düngemittelverordnung aus.
Im Oktober 2006 handelte aufgrund einer Initiative des damaligen Umwelt- und Landwirtschaftsministers des Landes Nordrhein-Westfalen, Eckhard Uhlenberg, die Umweltministerkonferenz in Berlin Bedingungen zur Verschärfung der Bioabfallverordnung und der Düngemittelverordnung aus. 
Das Bundesumweltministerium sagte ein Bund-Länder-Gespräch über die Änderung der Bioabfall- und Düngeverordnung zu.
In der Europäischen Union existieren Bestrebungen, eine EU-weit geltende Bioabfallrichtlinie zu installieren. Das Europäische Parlament forderte am 13. Februar 2007 in 1. Lesung über die Novellierung der Abfallrahmenrichtlinie den neuen Artikel 18e in der Abfallrahmenrichtlinie aufzunehmen. Darin wird die Europäische Kommission aufgefordert, bis zum 30. Juni 2008 einen Vorschlag für eine EU-Bioabfallrichtlinie auszuarbeiten.